# Xyris obtusiuscula
Xyris obtusiuscula är en gräsväxtart som beskrevs av L.A.Nilsson. Xyris obtusiuscula ingår i släktet Xyris och familjen Xyridaceae. Inga underarter finns listade i Catalogue of Life.